# Novonigidius nagaii
Novonigidius nagaii es una especie de coleóptero de la familia Lucanidae.

## Distribución geográfica
Habita en Borneo.